# Dorudon
Dorudon var ett släkte av primitiva valar som levde samtidig med Basilosaurus för 41 till 33 miljoner år sedan under eocen. De var ungefär fem meter (16 fot) långa och var mest sannolikt köttätande. Födan utgjordes troligen av små fiskar och blötdjur. Dorudon levde i varma hav över hela världen. Fossil har hittats i Nordamerika, Egypten samt i östra Pakistan. Den sistnämnda regionen gränsade vid denna tid till Tethyshavet.
De första fossilen upptäcktes på 1800-talet i Wadi Al-Hitan i Egypten. Dorudon betyder spjuttänder och just tänderna är unika för släktet. Man har hittat fossila fiskben i maginnehållet hos Dorudon, men tändernas utseende indikerar att de också har ätit mindre däggdjur.

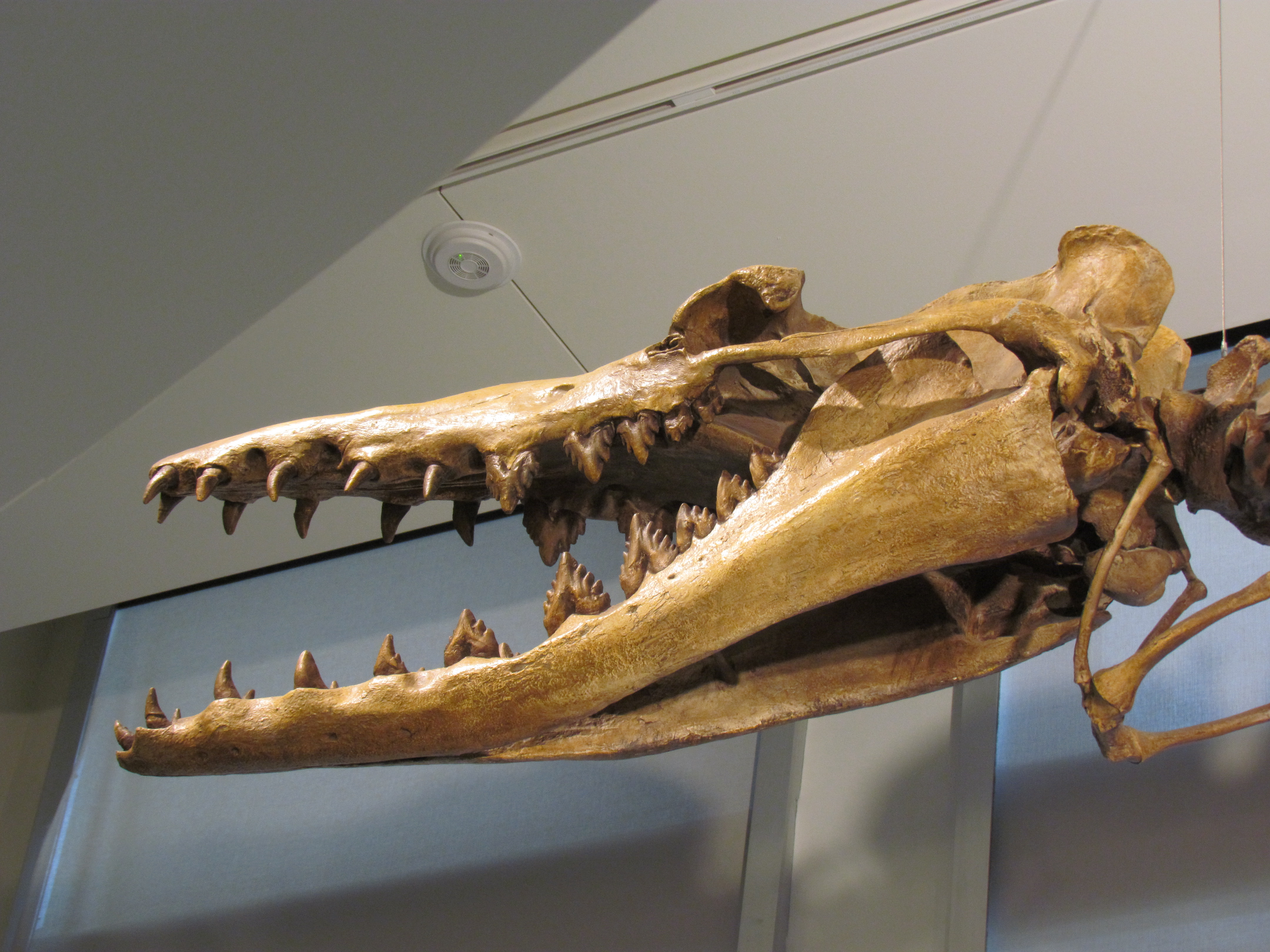
Tanduppsättning.

Dorudon jagade inte med ekolod då de, i motsats till nutida tandvalar, inte hade någon melon.